# Pachydissus philemon
Pachydissus philemon es una especie de escarabajo longicornio del género Pachydissus, tribu Cerambycini, subfamilia Cerambycinae. Fue descrita científicamente por Adlbauer en 2002.

## Descripción
Mide 21-49 milímetros de longitud.

## Distribución
Se distribuye por Angola, Malaui, Mozambique, República Democrática del Congo, Tanzania, Zambia, yZimbabue.